# Kay Nolte Smith
Kay Nolte Smith, née le 4 juillet 1932 à Eveleth, dans le Minnesota, et morte le 25 septembre 1993 à Long Branch, dans le New Jersey, est une romancière américaine, auteur de roman policier et de science-fiction. Ses écrits ne sont pas traduits en français.

## Biographie
Elle grandit à Baraboo dans le Wisconsin. Elle étudie à l'université du Minnesota, puis à l'université de l'Utah. Elle se lie d'amitié avec la philosophe et romancière Ayn Rand. Elle déménage à New York et travaille comme rédactrice publicitaire et actrice de théâtre pour des pièces Off-Broadway. Elle donne également des cours au Brookdale Community College (en) dans le New Jersey.
Elle se lance dans une carrière de romancière, d'abord par l'écriture de nouvelles, puis en publiant ensuite des romans policiers, dont le premier, The Watcher, est lauréat du Prix Edgar-Allan-Poe du meilleur premier roman en 1981. Elle s'essaie ensuite à la science-fiction. Deux de ses livres sont nommés au Prix Prometheus du meilleur roman.
Elle décède à l'âge de 61 ans d'un cancer du poumon.

## Œuvre

### Romans
- The Watcher (1981)
- Catching Fire (1982)
- Mindspell (1984)
- Elegy for a Soprano (1985)
- Country of the Heart (1987)
- A Tale of the Wind (1991)
- Venetian Song (1994)

### Nouvelles
- Reflected Glory (1974)
- Theory of the Crime (1974)
- The Secret Weapon (1976)
- Caveat Emptor (1976)

## Prix et distinctions notables
- Prix Edgar-Allan-Poe du meilleur premier roman en 1981 pour The Watcher.
- Nomination au Prix Prometheus en 1986 pour Elegy for a Soprano.
- Nomination au Prix Prometheus en 1992 pour A Tale of the Wind.